# National Physical Laboratory

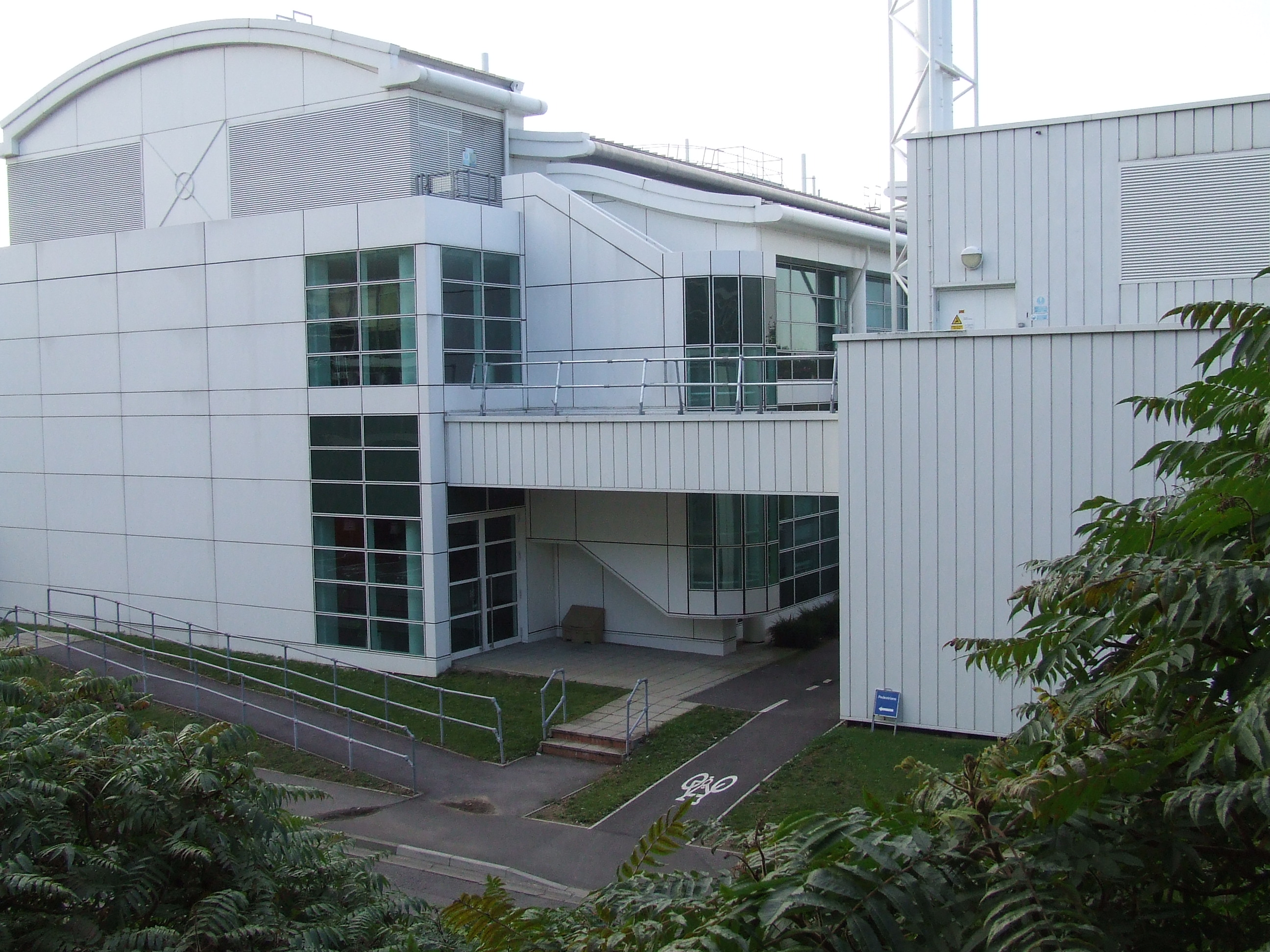
Ein Gebäude des National Physical Laboratory

Das National Physical Laboratory (NPL; deutsch Nationales Physikalisches Laboratorium) in Teddington, Middlesex ist das britische Pendant zur deutschen Physikalisch-Technischen Bundesanstalt (PTB). Es besteht seit 1900 und definiert die im Bereich Physik bzw. Technik geltenden nationalen Standards (Normale).
Seine Aufgaben sind die Bestimmung von Fundamental- und Naturkonstanten, Darstellung, Bewahrung und Weitergabe der gesetzlichen Einheiten des Internationalen Einheitensystems (SI), ergänzt um Dienstleistungen wie den Kalibrierdienst UKAS (United Kingdom Accreditation Service) für den gesetzlich geregelten Bereich.
Erster Direktor war 1899 bis 1919 Richard Glazebrook.